# المقتبس (صحيفة)
المقتبس جريدة صدرت في دمشق والعدد الأول من جريدة صدر بتاريخ 17-12-1908. صاحبها ومؤسسها محمد كرد علي وهي جريدة يومية سياسية اقتصادية اجتماعية أدبية- وكان من أبرز محرريها أخوه أحمد كردعلي وشكري العسلي وقد عطلت من قبل السلطات عدة مرات، وعندما عطلت نهائياً بعد أقل من عام على إصدارها، أصدر أخوه أحمد كرد علي جريدة الأمة لتحل محل المقتبس وكان يحرر بها محمد كردعلي وشكري العسلي أيضاً، ثم عادت المقتبس بعد ذلك لتتوقف في بداية عام 1912 ويلاحق صاحبها ويضطر للسفر خارج الوطن لفترة من الزمن ويعود لإصدارها عام 1914.